# Запорожский производственный алюминиевый комбинат
Запорожский производственный алюминиевый комбинат (укр. Запорізький виробничий алюмінієвий комбінат) — промышленное предприятие (металлургический комбинат) металлургической промышленности Украины в г. Запорожье.

## История

### 1930—1991
Строительство алюминиевого завода (в составе Днепровского алюминиевого комбината) в Запорожье началось в 1930 году, в соответствии с планом ГОЭЛРО. Завод стал вторым предприятием алюминиевой промышленности СССР после Волховского алюминиевого завода.
В 1933 году завод дал первую продукцию — алюминий в слитках.
В 1934 году Днепровский алюминиевый комбинат был реорганизован в Днепровский алюминиевый завод.
В период до начала Второй мировой войны завод являлся крупнейшим предприятием алюминиевой промышленности в Европе. 
После начала Великой Отечественной войны в связи с приближением к городу линии фронта началась эвакуация заводского оборудования. На базе эвакуированного из Запорожья оборудования был построен Новокузнецкий алюминиевый завод.
Во время немецкой оккупации города завод был передан акционерному обществу алюминиевой промышленности Берлина, директором завода был назначен немец Гинзбург. С января 1942 года начались работы по подготовке к запуску завода, на которых было занято 900 человек, присланных биржей труда. Все работы проводились вручную. Уборка мусора проходила медленно и была завершена лишь в январе 1943 года, так как рабочие её саботировали и срывали. В январе 1943 года немцы попытались пустить в эксплуатацию электролизные цехи, для чего им потребовалось произвести капитальный ремонт электролизных ванн (400 из 640 ванн были залиты угольной массой), но этот ремонт не дал результатов из-за разложения карбида и набивка ванн пришла в негодность. В апреле 1943 года немцы начали разрушать завод и вывозить алюминий и металлолом в Германию. Работы по разрушению завода продолжались до середины сентября 1943 года.
После окончания войны завод был реконструирован и значительно расширен.
В 1949 году в эксплуатацию был введён электролизный цех. 
В 1955 году в строй был введён глинозёмный цех. 
В 1958 году в эксплуатацию был введён цех по производству кристаллического кремния. 
В 1963 году — цех по производству железного порошка. 
В 1965 году в строй был введён первый в мире цех по производству алюмокремниевых сплавов электротермическим способом. 
В 1966 году завод был награждён орденом Ленина.
По состоянию на начало 1980 года, основной продукцией завода являлись алюминиевые слитки, алюминиевая катанка, глинозём и алюмокремниевые сплавы. Кроме того, завод выпускал товары народного потребления.

### После 1991
После провозглашения независимости Украины завод оказался в ведении министерства промышленной политики Украины и в дальнейшем был преобразован в акционерное общество.
В августе 1997 года завод вошёл в перечень предприятий, имеющих стратегическое значение для экономики и безопасности Украины.
В начале 2000 года правительство Украины приняло решение о продаже 25 % акций предприятия, находившихся в государственной собственности. Тем не менее, в 2000 году завод достиг рекордного за все годы независимости уровня производства — 103 тыс. тонн алюминия.
В марте 2001 года правительство Украины приняло решение о продаже ещё 50 % акций предприятия, находившихся в государственной собственности.
В июне 2002 года с целью обеспечения конкурентоспособности производства алюминия, заводу были предоставлены правительственные гарантии обеспечения электрической энергией и компенсации расходов.
В феврале 2003 года правительство Украины приняло решение о продаже ещё 25 % акций предприятия, находившихся в государственной собственности.
В 2007 году на комбинате было произведено 113 тыс. тонн первичного алюминия и 265 тыс. тонн глинозёма, однако начавшийся в 2008 году экономический кризис (вызвавший падением мировых цен на алюминий), вступление Украины в ВТО в мае 2008 года и последовавший рост цен на электроэнергию осложнили положение завода. В начале ноября 2008 года руководство предприятия приняло решение законсервировать два производства и сократить 130 рабочих. Всего в 2008 году комбинат выпустил 112,847 тыс. тонн алюминия.
С 9 января 2009, выполняя распоряжение министерства топлива и энергетики Украины «О введении в действие общего графика переведения предприятий на резервные виды топлива», комбинат перешёл на использование в производственном процессе мазута (вместо газа). В 2009 году комбинат выпустил около 50 тыс. тонн алюминия.
В 2010 году комбинат выпустил 25 тыс. тонн алюминия.
17 мая 2011 Киевский апелляционный хозяйственный суд вынес решение о возвращении комбината в государственную собственность.
В июле 2014 комбинат прекратил производство алюминиевой катанки. В октябре 2014 года, в связи с ростом тарифов на газ и электроэнергию, затруднениями в таможенном оформлении и сбыте готовой продукции, комбинат прекратил производство алюминия. В целом, в 2014 году комбинат сократил чистый доход на 13,4 % и закончил год с убытком в размере 1971,9 млн. гривен.
9 июня 2015 по решению генеральной прокуратуры Украины контрольный пакет акций предприятия (68,01 % от общего количества акций) был возвращён в государственную собственность Украины и передан в управление Фонда государственного имущества Украины.
В июне 2015 года СБУ предотвратила незаконную попытку демонтажа и вывоза в Россию оборудования, предпринятую бывшими собственниками уже после решения суда (однако часть оборудования успели вывезти). Госфининспекция Запорожской области пришла к выводу, что бывшие владельцы ОАО «ЗаЛК» специально пытались уничтожить предприятие.
31 августа 2016 года, после простаивания оборудования на протяжении двух лет, ЗАлК возобновил выпуск алюминиевой катанки. 
 
19 сентября 2016 года ЗАлК вновь прекратил ёё выпуск.
В октябре 2020 года было сообщено, что ЗАлК «выплавил первые 300 кг алюминия из вторичных металлов после длительного простоя». Представитель комбината тогда отметил, что это не означает возобновления производства в промышленных объёмах. 
По итогам 2020 года ЗАлК получил доход в объёме 300 тыс. гривен при долгах 7 млрд гривен.
В августе 2024 года стало известно, что Фонд госимущества Украины выставил на аукцион Запорожский алюминиевый комбинат.